# اولاف دوم، پادشاه دانمارک
اولاف دوم دانمارک (به دانمارکی: Oluf Håkonsen) (زاده دسامبر ۱۳۷۰ – درگذشته ۲۳ اوت ۱۳۸۷) در فاصله سال‌های ۱۳۷۶ تا ۱۳۸۷ پادشاه دانمارک و همچنین از ۱۳۸۰ تا زمان مرگ به عنوان اولاف چهارم پادشاه نروژ بود در این مدت زمامداری خود هیچ گاه نتوانست سلطنت کند زیرا وی تقریبا ۶ سال بود که بر تخت نشست و بخاطر همین تا زمان مرگش تحت الحمایه مادرش ملکه مارگارت بود و ملکه به عنوان نایب السلطنه تمام زمام امور را دست داشت و رسما بر کل نروژ و دانمارک حکومت می کرد و بعد هم جانشین اولاف در تخت سلطنت شد و به عنوان ملکه تاجگذاری کرد.